# Matrica (matematika)
U matematici, matrica je pravokutna tablica brojeva, ili općenito, tablica koja se sastoji od apstraktnih objekata koji se mogu zbrajati i množiti.
Matrice se koriste za opisivanje linearnih jednadžbi, za praćenje koeficijenata linearnih transformacija, kao i za čuvanje podataka koji ovise od dva parametra. Matrice se mogu zbrajati, množiti i razlagati na razne načine, što ih čini ključnim konceptom u linearnoj algebri i teoriji matrica.
Matrica se može shvatiti i kao linearni operator. Matrica jest linearno preslikavanje baznih vektora jednog vektorskog prostora u bazne vektore drugog vektorskog prostora.

## Definicije i notacije
Horizontalne se linije u matrici zovu redcima, a vertikalne stupcima matrice. Matrica s m redaka i n stupaca se naziva m-sa-n matricom (kaže se i zapisuje da je formata m×n) a m i n su dimenzije matrice.
Član matrice A koji se nalazi u i-tom retku i j-tom stupcu se naziva (i,j)-ti član matrice A. Ovo se zapisuje kao ai,j ili A[i,j]. Uvijek se prvo naznačuje redak, pa stupac.
Često se piše {\displaystyle A:=(a_{i,j})_{m\times n}} kako bi se definirala m × n matrica A čiji su članovi ai,j za sve 1 ≤ i ≤ m i 1 ≤ j ≤ n. Međutim, konvencija da i i j počinju od 1 nije univerzalna: neki programski jezici započinju od nule, u kom slučaju imamo 0 ≤ i ≤ m − 1 i 0 ≤ j ≤ n − 1.
Matricu čija je jedna od dimenzija jednaka jedinici često nazivamo vektorom, i interpretiramo je kao element realnog koordinatnog prostora. 1 × n matrica (jedan redak i n stupaca) se naziva vektor redak, a m × 1 matrica (jedan stupac i m redaka) se naziva vektor stupac.

## Primjer
Matrica
{\displaystyle A={\begin{bmatrix}1&2&3\\1&2&7\\4&9&2\\6&0&5\end{bmatrix}}}
je matrica 4×3. Element A[2,3] ili a2,3 je 7.
Matrica
{\displaystyle R={\begin{bmatrix}1&2&3&4&5&6&7&8&9\end{bmatrix}}}
je 1×9 matrica, ili vektor redak s 9 elemenata.

## Zbrajanje i množenje matrica

### Zbrajanje
Zbrajanje matrica je definirano samo za matrice istih dimenzija. Ako su dane matrice A i B, dimenzija m-sa-n, njihov zbroj A + B je m-sa-n matrica, izračunata zbrajanjem odgovarajućih elemenata (t.j. (A + B)[i, j] = A[i, j] + B[i, j] ). Na primjer:
{\displaystyle {\begin{bmatrix}1&3&2\\1&0&0\\1&2&2\end{bmatrix}}+{\begin{bmatrix}0&0&5\\7&5&0\\2&1&1\end{bmatrix}}={\begin{bmatrix}1+0&3+0&2+5\\1+7&0+5&0+0\\1+2&2+1&2+1\end{bmatrix}}={\begin{bmatrix}1&3&7\\8&5&0\\3&3&3\end{bmatrix}}}
Zbrajanje matrica je komutativno i asocijativno:
{\displaystyle A+B=B+A}
{\displaystyle (A+B)+C=A+(B+C)}

### Množenje skalarom
Ako uzmemo matricu A i broj c, skalarni produkt cA se računa množenjem skalarom c svakog elementa A (t.j. (cA)[i, j] = cA[i, j] ). Na primjer:
{\displaystyle 2{\begin{bmatrix}1&8&-3\\4&-2&5\end{bmatrix}}={\begin{bmatrix}2\cdot 1&2\cdot 8&2\cdot (-3)\\2\cdot 4&2\cdot (-2)&2\cdot 5\end{bmatrix}}={\begin{bmatrix}2&16&-6\\8&-4&10\end{bmatrix}}}
Operacije zbrajanja i množenja skalarom pretvaraju skup M(m, n, R) svih m-sa-n matrica s realnim elementima u realni vektorski prostor dimenzije mn.
Svojstva množenja matrica skalarima:
{\displaystyle \lambda (A+B)=\lambda A+\lambda B}
{\displaystyle (\lambda +\mu )A=\lambda A+\mu A}
{\displaystyle \lambda (\mu A)=(\lambda \mu )A}

### Množenje matrica
Množenje dvije matrice je dobro definirano samo ako je broj stupaca lijeve matrice jednak broju redaka desne matrice. Za takve dvije matrice se kaže da su ulančanih dimenzija. Ako je A matrica dimenzija m-sa-n, a B je matrica dimenzija n-sa-p, tada je njihov umnožak AB matrica dimenzija m-sa-p (m redaka, p stupaca) dan formulom:
{\displaystyle (AB)[i,j]=A[i,1]B[1,j]+A[i,2]B[2,j]+...+A[i,n]B[n,j]}
za svaki par i i j.
Na primjer:
{\displaystyle {\begin{bmatrix}1&0&2\\-1&3&1\\\end{bmatrix}}\cdot {\begin{bmatrix}3&1\\2&1\\1&0\\\end{bmatrix}}={\begin{bmatrix}(1\cdot 3+0\cdot 2+2\cdot 1)&(1\cdot 1+0\cdot 1+2\cdot 0)\\((-1)\cdot 3+3\cdot 2+1\cdot 1)&((-1)\cdot 1+3\cdot 1+1\cdot 0)\\\end{bmatrix}}}
{\displaystyle ={\begin{bmatrix}5&1\\4&2\\\end{bmatrix}}}
Množenje matrica ima sljedeća svojstva:
- (AB)C = A(BC) za sve k-sa-m matrice A, m-sa-n matrice B i n-sa-p matrice C (asocijativnost množenja).
- (A + B)C = AC + BC za sve m-sa-n matrice A i B i n-sa-k matrice C (distributivnost množenja prema zbrajanju zdesna).
- C(A + B) = CA + CB za sve m-sa-n matrice A i B i k-sa-m matrice C (distributivnost množenja prema zbrajanju slijeva).

Valja znati da komutativnost ne vrijedi u općem slučaju; ako su dane matrice A i B, čak i ako su oba umnoška definirana, u općem slučaju je AB ≠ BA.
Posebno, skup M(n, R) svih kvadratnih matrica reda n je realna asocijativna algebra s jedinicom, koja je nekomutativna za n ≥ 2. Njen podskup GL(n, R) svih invertibilnih kvadratnih matrica je grupa koju zovemo glavna linearna grupa. Ta grupa je na kanonski način opremljena strukturom Liejeve grupe i strukturom algebarske grupe.

## Linearne transformacije, rang, transponirana matrica
Matrice mogu na zgodan način predstaviti linearne transformacije jer množenje matrica odgovara slaganju preslikavanja, kao što će dalje biti opisano. Upravo ovo svojstvo matrice čini moćnom strukturom podataka u višim programskim jezicima.
Ovdje i u nastavku, promatramo Rn kao skup stupaca ili n-sa-1 matrica.
Za svako linearno preslikavanje f : Rn → Rm postoji jedinstvena m-sa-n matrica A, takva da f(x) = Ax za svako x u Rn.
Kažemo da matrica A predstavlja linearno preslikavanje f.
Ako k-sa-m matrica B predstavlja drugo linearno preslikavanje g : Rm → Rk, tada je njihova kompozicija g o f također linearno preslikavanje Rm → Rn, i predstavljeno je upravo matricom BA. 
Općenito, linearno preslikavanje iz n-dimenzionog vektorskog prostora u m-dimenzioni vektorski prostor je predstavljeno m-sa-n matricom, ako su izabrane baze za svaki.
Rang matrice A je dimenzija slike linearnog preslikavanja predstavljenog s A; ona je ista kao dimenzija prostora generiranog retcima A, i također je iste dimenzije kao prostor generiran stupcima A.
Transponirana matrica, matrice m-sa-n, A je n-sa-m matrica Atr (nekad se zapisuje i kao AT ili tA), koja nastaje pretvaranjem stupaca u retke i redaka u stupce, to jest Atr[i, j] = A[j, i] za svaki i i j. Ako A predstavlja linearno preslikavanje u odnosu na dvije baze, tada matrica Atr predstavlja linearno preslikavanje u odnosu na dualne baze (vidi dualni prostor).
Vrijedi (A + B)tr = Atr + Btr i (AB)tr =  Btr Atr.

## Vidjeti također
- Rang matrice
- Slična matrica